# Candye Kane
Candye Kane (Ventura, California, 13 de noviembre de 1961 - Los Ángeles, California, 6 de mayo de 2016) fue una cantante, compositora e intérprete de blues y de jazz estadounidense. Fue incluida en los libros Rolling Stone Guide to Jazz and Blues y Elwood's Blues de Dan Aykroyd. 

## Infancia
Kane nació en Ventura, California y creció en Highland Park, un suburbio de Los Ángeles.

## Carrera musical
Formó parte de la escena de música punk del rock de los primeros 80. Compartió esa etapa con músicos diversos como Black Flag, Social Distortion, James Harman, The Circle Jerks, Los Lobos, The Blasters y Lone Justice. En 1985, capta la atención del directivo de CBS/Epic A&R, Larry Hanby. Firma un contrato de desarrollo y graba su primera demo con el ganador de Grammy, Val Garay. Kane fue inicialmente lanzada como cantante country, pero CBS la dejó cuando descubrieron su pasado polémico de actriz porno.
Apareció con Lucinda Williams y Dwight Yoakam en Town South of Bakersfield en 1986 en Enigma Records. En 1986 Candye se trasladó de Los Ángeles a San Diego. Se casa con el bajista Thomas Yearsley del trío de rockabilly The Paladins.
Kane se especializa en estudios feministas en el Palomar Community College. Continuó escribiendo canciones y accidentalmente descubrió el blues de Big Maybelle, Ruth Brown, Big Mama Thornton, Etta James y Bessie Smith.
En 1991, Candye se publicó por su cuenta Burlesque Swing, su primer registro desde que aparece en el recopilatorio Town South of Bakersfield. En 1992 firma con Clifford Antone un contrato de grabación para Antones Records. Su primer CD, Home Cookin, fue producido por César Rosas (de Los Lobos), Dave Gonzales y Thomas Yearsley (de The Paladins). Fue publicado en 1992, seguido por el siguiente álbum Knock Out. Entonces firma con Discovery Records, publicando Diva la Grande, producido por Dave Alvin y Derek O'Brien. Luego, firmó con Seymour Stein para Sire Records, durante el boom del swing revival. A continuación Candye publicó Swango, el cual fue producido por Mike Vernon para Sire Records. Este fue seguido por un álbum para el sello Rounder/Bullseye, La Chica Más Dura Viva, producido por Scott Billington. Luego publica cuatro CDs en la etiqueta alemana Ruf Records. Los títulos subsiguientes incluyen Whole Lotta Love producido por Val Garay y White Trash Girl, producido en Austin por Ruf Records y Mark Kazanoff. En 2007 publica Guitar'd and Feathered, también en RUF. Este CD fue producido por el guitarrista de Muddy Waters, Bob Margolin. En 2009, firma con Delta Groove Records y publica Superhero en junio del mismo año.
Una obra de teatro sobre la vida de Kane se estrenó en el San Diego's Diversionary Theatre, en enero de 2009, dirigida por Javier Velasco. La obra se titula La Chica Más Dura Viva y está basada en las memorias de Kane sobre su vida turbulenta.
Fue incluida en las 30 Mujeres Esenciales del Blues, caja de CD publicada por el sello House of Blues.

## Compositora
Kane ha escrito canciones como "The Toughest Girl Alive" (usada en la serie Hidden Palms para la cadena CW); "Who Do You Love" (nominada para un OUT music award); "200 Pounds of Fun" (que aparece en el film, The Girl Next Door); "For Your Love" (incluida en un episodio de The Chris Isaak Show); "Please Tell Me a Lie" (usada en el film Heavy, protagonizado por Deborah Harry); "You Need a Great Big Woman" (usada en el episodio de the Oxygen Network series Strong Medicine) y "The Lord was a Woman" (versión de Judy Tenuta).

## Giras
Estuvo de gira en todo el mundo más de 250 días al año. Se presentó en muchos festivales prestigiosos, incluyendo el Ascona Jazz Festival, Midem, Paléo Festival, Festival de Jazz de Monterey, Festival Internacional de Jazz de Dubái, Waterfront Blues Festival y Notodden Blues Festival. Tocó en el Festival de cine de Cannes y para el Presidente de Italia en la Embajada francesa en Roma. Su música era a menudo presentada en el B. B. King's Bluesville en XM radio.

## Premios
En 2011, Kane fue nominada para dos Blues Music Awards por la Blues Foundation, BB King Entertainer of the Year y Best Contemporary Blues Female.
Kane fue nominada a cuatro Blues Music Awards, for the BB King Entertainer of the Year Award, Best Contemporary Blues CD por Superhero y Best Contemporary Blues Female en 2010.
Otros honores incluyeron Mejor CD de Blues de 2005 en los Premios de Música de San Diego; el Trophées France, Premio Internacional 2004 para Mejor Cantante Internacional de Blues y Artista del Año. Ganó el Premio de Música de California para la Mejor Artista de Cabaret. En mayo de 2007, Kane ganó el premio a la Mejor Composición Original de Blues, de la Asociación de Compositores de la Costa Oeste, para su canción, "I'm My Own Worst Enemy" ("Soy Mi Peor Enemigo"). En 2012 recibió un Courage in Music Award, en las ceremonias de los Premios de Música de San Diego.
En 2014, Kane fue nominada para un Blues Music Award en la categoría 'Contemporary Blues Female Artist of the Year'.

## Fallecimiento
Falleció el 6 de mayo de 2016 a los 54 años, en la ciudad de Los Ángeles consecuencia de un cáncer pancreático, con el que llevaba luchando los últimos ocho años.

## Discografía
- Coming Out Swingin' (2013)[21]
- Sister Vagabond (2011)
- Superhero (2009)

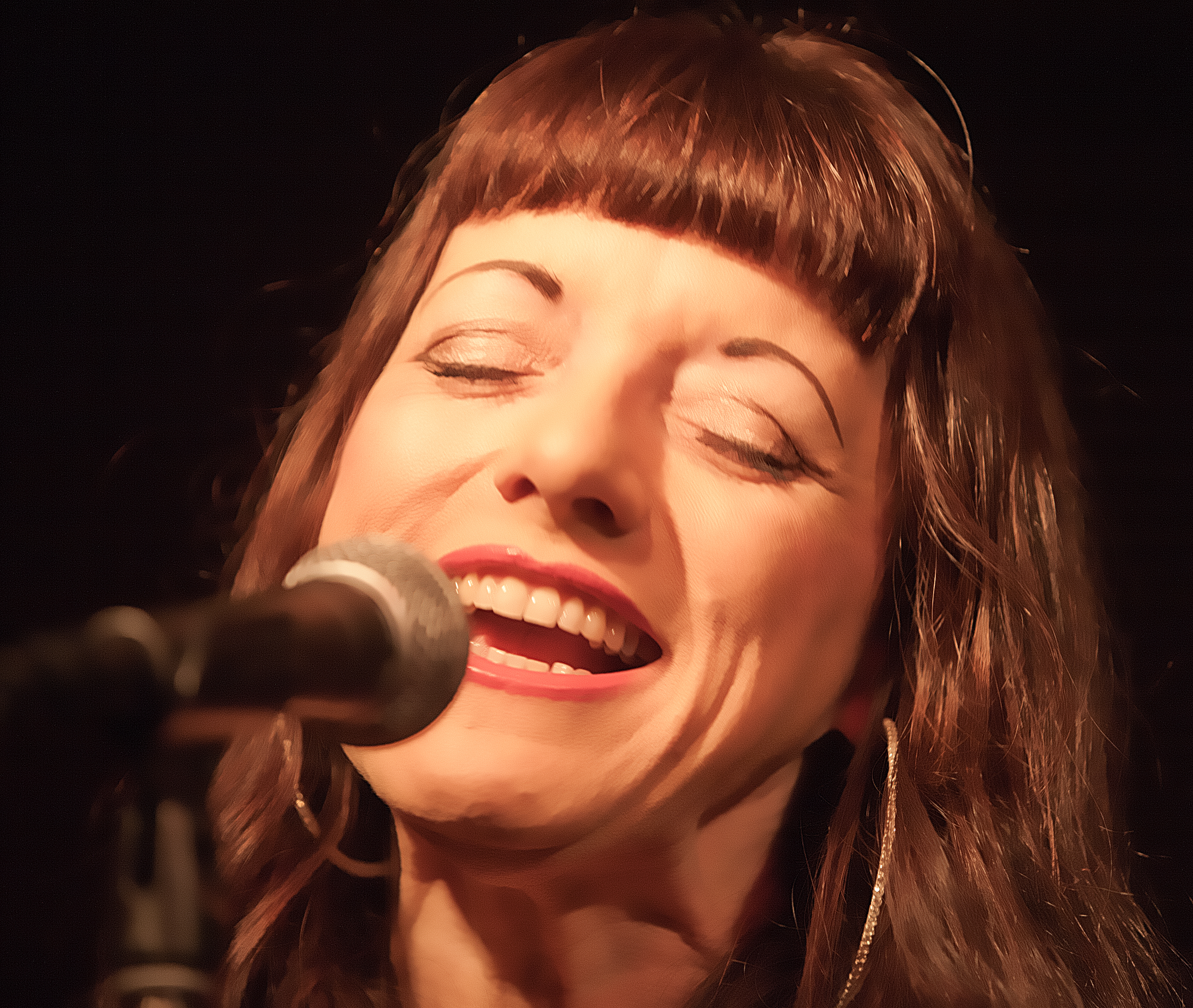
Candye Kane en 2012

- Blues Caravan with Dani Wilde and Deborah Coleman (2008 RUF)
- Rich Mans War compilation (2008 RUF)
- Guitar'd and Feathered (2007)
- White Trash Girl (2005)
- Best of Doo Wop II (Rhino 2004)
- Diva La Grande (2004 RUF reissue)
- Whole Lotta Love (2003)
- The Toughest Girl Alive (2000)
- Hard Headed Woman – A Tribute to Wanda Jackson (Bloodshot 2000)
- Any Womans Blues (2000)
- 30 Essential Women of the Blues (1999)
- Swango (Sire/London 1998)
- Diva La Grande ( Antones/ Discovery 1997)
- Rock For Choice compilation (Enigma 1996)
- Knockout (1995 Antones)
- Texas Rocks! (1995 Antones)
- Home Cookin'  (1994 Antones)
- Burlesque Swing (1991 self release)
- A Town South of Bakersfield Part II (1986 Enigma)